# Andris Zeiberts
Andris Zeiberts (* 22. Februar 1961) ist ein deutscher Musiker, Komponist und Musikproduzent. Ihm gehört das Musiklabel JAW Records.

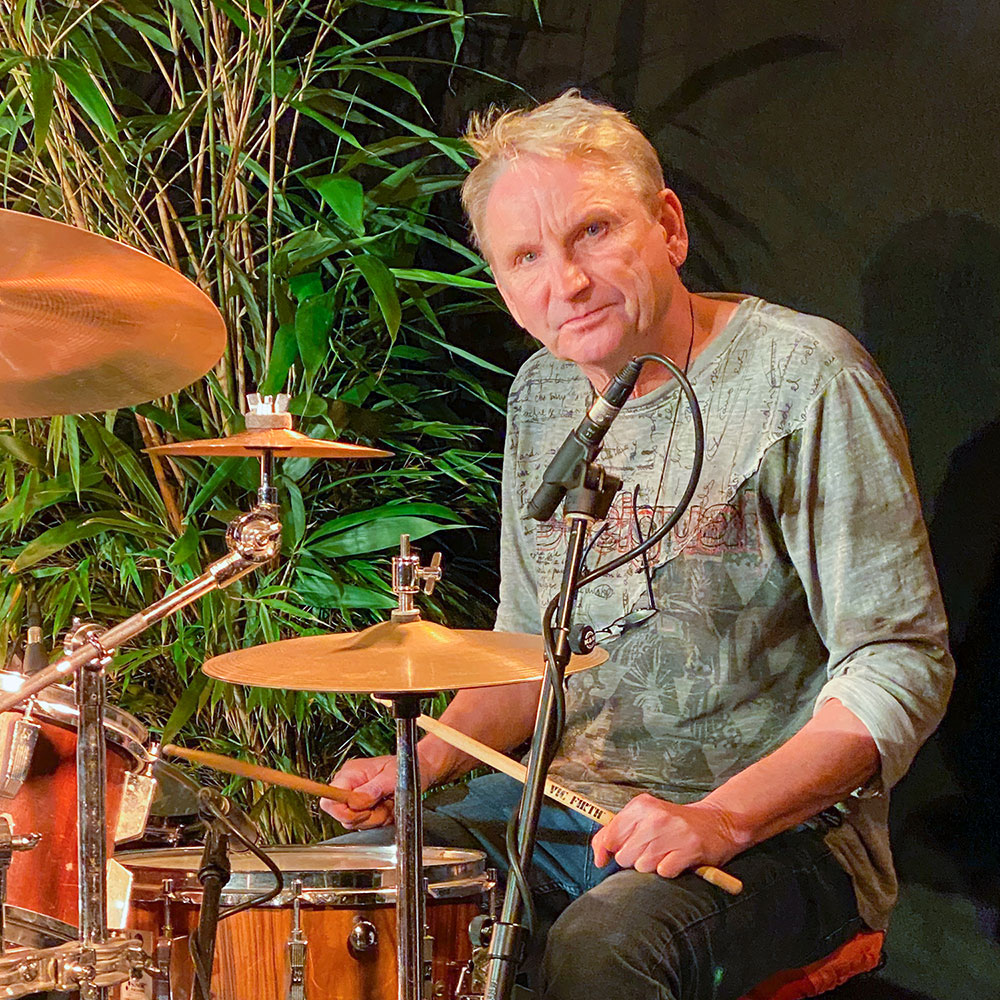
Andris Zeiberts, 2024

## Karriere
Nach dem Abitur studierte Zeiberts Musikwissenschaften an der Universität Hamburg. Zu seinen Dozenten gehörte Andreas E. Beurmann, Ehemann von Hörspielregisseurin Heikedine Körting und Mitbegründer des Hörspiellabels Europa. Über diesen erhielt Zeiberts ab 1994 die Gelegenheit, Hörspielmusik für die Hörspielreihen des Labels zu produzieren. Die erste Hörspielfolge, in der Andris Zeiberts Musiken Verwendung fanden, war Die drei ??? – Tatort Zirkus (Folge 57) der österreichischen Autorin Brigitte Johanna Henkel-Waidhofer.
Nach längerer Unterbrechung produziert Andris Zeiberts seit 2022 zusammen mit seinem Sohn Defkalion Zeiberts wieder Hörspielmusiken. Am 7. Juli 2023 wurde über Bartling Schallplatten ein Best-of-Album der Hörspielmusiken Zeiberts' unter dem Titel Andris Zeiberts – Jazzkeller, das 14 (Schallplatte), bzw. 24 (CD und MC) Stücke Zeiberts' umfasst, veröffentlicht.
Zeiberts war in den 1990er Jahren als Schlagzeuger und Percussionist Mitglied der norddeutschen Band Land Unter und ist seit Anfang der 2000er Jahre Teil des Jazz-Quartetts Fernambuk. Zeiberts betreibt heute ein Unternehmen zur Vervielfältigung von Ton-, Bild- sowie Datenträgern im schleswig-holsteinischen Quickborn.